# Premio Nacional de Ciencias de la Educación de Chile
El Premio Nacional de Ciencias de la Educación de Chile, fue creado en 1979 y se otorga cada dos años, en conformidad a la ley 19.169 de 1992. Forma parte de los Premios Nacionales de Chile otorgados por el Ministerio de Educación.
El jurado elector del ganador se conforma por el ministro de Educación, el Rector de la Universidad de Chile, el último galardonado con el Premio Nacional de Ciencias de la Educación y dos profesores designados por el Consejo de Rectores entre las universidades que entreguen la Licenciatura en Ciencias de la Educación. Los integrantes móviles del jurado son dado a conocer en el mes de julio del año del concurso.
El premio consiste en un diploma, un premio en dinero cercano a los $ 17.000.000 (a mayo de 2013 son aproximadamente 38.000 dólares) y una pensión vitalicia de 20 UTM (aproximadamente 1600 dólares americanos).

## Galardonados
- 1979, Roberto Munizaga Aguirre (1905-1999)[3]
- 1981, Teresa Clerc Mirtin (1922-2016)[4]
- 1983, Luis Gómez Catalán (1898-1994)[5]
- 1985, José Valentín Herrera González (1913-1992)[6]
- 1987, Marino Pizarro Pizarro (1924-2014)[7]
- 1989, Eliodoro Cereceda Arancibia (1899-1992)[8]
- 1991, Viola Soto Guzmán (1921-2016)[9]
- 1993, Ernesto Livacic Gazzano (1929-2007)[10]
- 1995, Hugo Montes Brunet (1926-2022)[11]
- 1997, Gabriel Castillo Inzulza (1927-2022)[12]
- 1999, Patricio Cariola Barroilhet (1928-2001)[13]
- 2001, Hernán Vera Lamperein (1916-2006)[14]
- 2003, Mabel Condemarín Grimberg(1931-2004)[15]
- 2005, Héctor Gutiérrez Muñoz (1916-2013)[16]
- 2007, Ernesto Schiefelbein Fuenzalida (1934-2024)[17]
- 2009, Mario Leyton Soto[18]
- 2011, Erika Himmel König (1930-2020)[19]
- 2013, Beatrice Ávalos Davidson[20]
- 2015, Iván Núñez Prieto[21]
- 2017, Abraham Magendzo Kolstrein[22]
- 2019, María Victoria Peralta[23]
- 2021, Nolfa Ibáñez Salgado[24]
- 2023, Juan Eduardo García-Huidobro Saavedra[25]